# Primerjava raketnih motorjev
Primerjava raketnih motorjev, seznam vsebuje raketne motorje na trda, tekoča goriva in ionske potisnike. Seznam ne vsebuje vseh motorjev. 
Okrajšave:
- LOX (Liquid Oxygen) - tekoči kisik
- LH2 (Liquid Hydrogen) - tekoči vodik
- RP-1 (Rocket Propellant-1) - kerozin
- HTPD (Hydroxyl-terminated polybutadiene)
- H2O2 (Hydrogen peroxide) - vodikov peroksid
- APCP (Ammonium perchlorate composite propellant)
- N2O4 (Dinitrogen tetroxide) - didušikov tetroksid

| Raketni motor                                                                  | Država              | Izdelovalec                                       | Nosilna raketa                                  | Stopnja                  | Gorivo               | Specifični impulz (vakuum) (s)             | Potisk v vakuumu (N)                                   | Masa (kg)         | Razmerje potisk/teža | Pritisk v zgorevalni komori (bar) | Status    | Motor                               |
| ------------------------------------------------------------------------------ | ------------------- | ------------------------------------------------- | ----------------------------------------------- | ------------------------ | -------------------- | ------------------------------------------ | ------------------------------------------------------ | ----------------- | -------------------- | --------------------------------- | --------- | ----------------------------------- |
| Vulcain HM-60                                                                  | Evropa              | Aérospatiale                                      | Ariane 5                                        | Prva                     | LH2/LOX              | 431                                        | 1.075.000                                              | 1.300             | 84,318               | 102                               | Upokojen  | Vulcain                             |
| Vulcain 2                                                                      | Evropa              | Aérospatiale                                      | Ariane 5                                        | Prva                     | LH2/LOX              | 429                                        | 1.359.000                                              | 1.800             | 81,04?               |                                   | V uporabi | Vulcain 2                           |
| P230                                                                           | Evropa              | Société Nationale des Poudres et Explosifs (SNPE) | Ariane 5                                        | Trdogorivni potisnik     | HTPB(68/18)          | 286                                        | 6.472.300                                              | 268.000           |                      |                                   | V uporabi | P230                                |
| HM7B                                                                           | Evropa              | Snecma                                            | Ariane 5 ECA                                    | Zgornja                  | LH2/LOX              | 446                                        | 64.800                                                 | 165               | 40,05?               | 37                                | V uporabi | HM7B                                |
| RD-180                                                                         | Rusija              | NPO Energomaš                                     | Atlas V                                         | Prva                     | RP-1/LOX             | 338                                        | 4.150.000                                              | 5.480             | 78,44                | 266,8                             | V uporabi | RD-180                              |
| RD-191                                                                         | Rusija              | NPO Energomaš                                     | Angara (Družina raket)                          | Prva                     | RP-1/LOX             | 337                                        | 2.090.000                                              | 2.200             | 96,9?                | 263,4                             | V uporabi | RD-191                              |
| RD-0124 14Д23                                                                  | Rusija              | TsSKB Progress                                    | Sojuz (raketa) Angara (družina raket)           | Druga in tretja          | RP-1/LOX             | 359                                        | 294.300                                                | 480               | 62,5?                | 162                               | V uporabi | RD-0124                             |
| NK-33-1 (AJ26-58) 11Д111                                                       | Sovjetska zveza     | Kuznecov Aerojet                                  | Antares (raketa) Soju (raketa)                  | Prva                     | RP-1/LOX             | 331                                        | 1.638.000                                              | 1.222             | 136,8                | 145                               | V uporabi | NK-33-1 (AJ26-58)                   |
| Gamma 8                                                                        | Združeno kraljestvo | Bristol Siddeley                                  | Black Arrow                                     | Prva                     | H2O2/Kerozin         | 265                                        | 234.800                                                | 342               | 70,01                | 47,40                             | Upokojen  | Gamma 8                             |
| Gamma 2                                                                        | Združeno kraljestvo | Bristol Siddeley                                  | Black Arrow                                     | Druga                    | H2O2/Kerozin         | 265                                        | 68.200                                                 | 173               | 40,22                |                                   | Upokojen  | Gamma 2                             |
| Waxwing                                                                        | Združeno kraljestvo | Bristol Aerojet                                   | Black Arrow                                     | Zgornja                  | Trdogorivni potisnik | 278                                        | 29.400                                                 | 87                |                      |                                   | Upokojen  | Waxwing                             |
| Merlin 1C                                                                      | ZDA                 | SpaceX                                            | Falcon 9 Falcon 1                               | 1/2                      | RP-1/LOX             | 304,8                                      | 480.000                                                | 630               | 96                   | 67,7                              | Upokojen  | Merlin 1C                           |
| Merlin 1D Raketni motor z največjim razmerje potsik/teža                       | ZDA                 | SpaceX                                            | Falcon 9 Falcon Heavy                           | 1/2                      | RP-1/LOX             | 310                                        | 720.000                                                | 490               | 150                  | 97                                | V uporabi | Merlin 1D                           |
| Raptor                                                                         | ZDA                 | SpaceX                                            |                                                 | Prva                     | Tekoči metan/LOX     | 380                                        | 8.200.000                                              |                   |                      |                                   | V razvoju | Raptor                              |
| RD-171M Najmočnješi tekočegorivni raketni motor                                | Rusija              | NPO Energomaš                                     | Zenit-3SL (Sea Launch) Zenit-3SLB (Land Launch) | Prva                     | RP-1/LOX             | 337,2                                      | 7.904.000                                              | 9.300             | 86,6                 |                                   | V uporabi | RD-171M                             |
| RD-107A 14Д22                                                                  | Rusija              | NPO Energomaš                                     | Sojuz-FG Sojuz-2                                | Prva                     | RP-1/LOX             | 320,2                                      | 1.020.240                                              | 1.156             |                      | 61,2                              | V uporabi | RD-107A                             |
| RD-108A 14Д21                                                                  | Rusija              | NPO Energomaš                                     | Sojuz-FG Sojuz-2                                | Druga                    | RP-1/LOX             | 320,6                                      | 922.140                                                | 1.151             |                      | 55,5                              | V uporabi | RD-108A                             |
| RD-117 11Д511                                                                  | Sovjetska zveza     | NPO Energomaš                                     | Sojuz-U                                         | Prva                     | RP-1/LOX             | 315,8                                      | 978.000                                                | 1.250             |                      | 53,2                              | V uporabi | RD-117                              |
| RD-118 11Д512                                                                  | Sovjetska zveza     | NPO Energomaš                                     | Sojuz-U                                         | Druga                    | RP-1/LOX             | 314,5                                      | 999.639                                                | 1.155             |                      | 58,6                              | V uporabi | RD-118                              |
| LE-5                                                                           | Japonska            | Mitsubishi Heavy Industries NASDA                 | H-I                                             | Zgornja                  | LH2/LOX              | 450                                        | 102.900                                                | 255               |                      | 36,5                              | Upokojen  | LE-5                                |
| LE-5A                                                                          | Japonska            | Mitsubishi Heavy Industries NASDA                 | H-II                                            | Zgornja                  | LH2/LOX              | 452                                        | 121.500                                                | 248               |                      | 39,8                              | Upokojen  | LE-5A                               |
| LE-5B                                                                          | Japonska            | Mitsubishi Heavy Industries JAXA                  | H-IIA H-IIB                                     | Zgornja                  | LH2/LOX              | 447                                        | 137.200                                                | 285               | 49,1?                | 35,8                              | V uporabi | LE-5B                               |
| LE-7                                                                           | Japonska            | Mitsubishi Heavy Industries NASDA                 | H-II                                            | Prva                     | LH2/LOX              | 446                                        | 1.078.000                                              | 1.714             | 64,13                | 127                               | Upokojen  | LE-7                                |
| LE-7A                                                                          | Japonska            | Mitsubishi Heavy Industries JAXA                  | H-IIA H-IIB                                     | Prva                     | LH2/LOX              | 440                                        | 1.098.000                                              | 1.800             | 65,9                 | 120                               | V uporabi | LE-7A                               |
| SRB-A                                                                          | Japonska            | IHI Aerospace JAXA                                | H-IIA H-IIB                                     | Trdogorivni potisnik     | Trdo                 | 280 (SRB-A) 284 (SRB-A3 verzija H-IIA F18) | 2.260.000 (SRB-A) 2.500.000 (SRB-A3 verzija H-IIA F18) | 71.800            |                      |                                   | V uporabi | SRB-A                               |
| RS-68A Najmočnejši raketni motor na vodik                                      | ZDA                 | Pratt & Whitney Rocketdyne                        | Delta IV Delta IV Heavy                         | Prva                     | LH2/LOX              | 412                                        | 3.560.000                                              | 6.600             | 51,2                 | 97                                | V uporabi | RS-68A                              |
| Atlas V SRB                                                                    | ZDA                 | Aerojet                                           | Atlas V                                         | Trdogorivni potisnik     | Trdo                 |                                            |                                                        | 40.824 z gorivom  |                      |                                   | V uporabi | Atlas V SRB                         |
| F-1 (raketni motor) Najmočnejši tekočegorivni motor z eno šobo                 | ZDA                 | Rocketdyne                                        | Saturn V                                        | Prva                     | RP-1/LOX             | 263                                        | 6.770.000                                              | 8.391             | 82,27?               | 70                                | Upokojen  | F-1                                 |
| RS-25 - SSME                                                                   | ZDA                 | Pratt & Whitney Rocketdyne                        | Space shuttle                                   | Prva                     | LH2/LOX              | 452,3                                      | 2.279.000                                              | 3.526             | 65,91?               | 206,4                             | Upokojen  | RS-25                               |
| Space Shuttlov trdogorivni potisnik Najmočnejši raketni motor, ki je poletel   | ZDA                 | Thiokol                                           | Space Shuttle Ares I                            | Trdogorivni potisnik     | APCP                 | 268                                        | 14.000.000                                             | 590.000 z gorivom |                      |                                   | Neaktiven | Space Shuttlov trdogorivni potisnik |
| J-2                                                                            | ZDA                 | Rocketdyne                                        | Saturn V Saturn IB                              | Prva                     | LH2/LOX              | 421                                        | 1.033.100                                              | 1.438             | 73,18                | 30                                | Upokojen  | J-2                                 |
| J-2X                                                                           | ZDA                 | Pratt & Whitney Rocketdyne                        | Space Launch System                             | Zgornja                  | LH2/LOX              | 448                                        | 1.310.000                                              | 2.430             | 54,97?               | 30                                | V razvoju | J-2X                                |
| RL-10B-2                                                                       | ZDA                 | Pratt & Whitney Rocketdyne                        | Delta III Delta IV                              | Zgornja                  | LH2/LOX              | 462                                        | 109.890                                                | 277               | 41                   | 44                                | V uporabi | RL-10B-2                            |
| RL-10A-4-2                                                                     | ZDA                 | Pratt & Whitney Rocketdyne                        | Atlas V                                         | Zgornja                  | LH2/LOX              | 451                                        | 99.100                                                 | 167               | 59                   | 39                                | V uporabi | RL-10A-4-2                          |
| NSTAR                                                                          | ZDA                 | Hughes Electron Dynamics Boeing                   | Deep Space 1 Dawn                               | Ionski potisnik          | Ksenon               | 3.100 @2,3 kW                              | 0,0920 @2,3 kW                                         | 8,2               |                      |                                   | V uporabi | NSTAR                               |
| HiPEP Najmočnejši ionski potisnik                                              | ZDA                 | NASA                                              | Jupiter Icy Moons Orbiter                       | Ionski potisnik          | Ksenon               | 9.620 @39,3 kW                             | 0,670 @39,3 kW                                         |                   |                      |                                   | Preklican | HiPEP                               |
| NEXT                                                                           | ZDA                 | NASA                                              |                                                 | Ionski potisnik          | Ksenon               | 4.100 @6,9 kW                              | 0,236 @6,9 kW                                          |                   |                      |                                   | V razvoju | NEXT                                |
| VASIMR                                                                         | ZDA                 | Ad Astra Rocket Company                           |                                                 | Elektromagnetni potisnik | Argon                | 5.000 @200 kW                              | 5? @200 kW                                             |                   |                      |                                   | V razvoju | VASIMR                              |
| PPS-1350                                                                       | Rusija · Evropa     | OKB Fakel Snecma                                  | SMART-1                                         | Hall potisnik            | Ksenon               | 1.650 @1,5 kW                              | 0.088 @1,5 kW                                          | 5,3               | 0,0017?              |                                   | V uporabi | PPS-1350                            |
| SPT-100                                                                        | Rusija              | OKB Fakel                                         | LS-1300 sateliti                                | Hall potisnik            | Ksenon               | 1.500 @1,35 kW                             | 0,083 @1,35 kW                                         | 3,5               | 0,0024?              |                                   | V uporabi | SPT-100                             |
| Boeing 601HP Prvi ionski potisnik na operativnem komercialnem satelitu (PAS-5) | ZDA                 | Boeing                                            | Boeing 601HP sateliti                           | Ion thruster             | Ksenon               | 2.568 @0,5 kW                              | 0,018 @0,5 kW                                          |                   |                      |                                   | V uporabi | Boeing 601HP                        |
| Boeing 702                                                                     | ZDA                 | Boeing                                            | Boeing 702 sateliti                             | Ionski potisnik          | Ksenon               | 3.800 @4,5 kW                              | 0,165 @4,5 kW                                          |                   |                      |                                   | V uporabi | Boeing 702                          |
| KVD-1 11Д56У                                                                   | Rusija              | KBKhM                                             | GSLV Mk I                                       | Zgornja                  | LH2/LOX              | 462                                        | 69.626                                                 | 282               | 25,17                | 55,9                              | Neaktiven | KVD-1                               |
| CE-7.5                                                                         | Indija              | ISRO                                              | GSLV Mk II                                      | Upper                    | LH2/LOX              | 454                                        | 73.550                                                 | 445               | 16,85                | 58                                | V uporabi | CE-7.5                              |
| PSLV-1                                                                         | Indija              | ISRO                                              | PSLV                                            | Prva                     | HTPB                 | 269                                        | 4.860.000                                              | 160.200           |                      | 58                                | V uporabi | PSLV-1                              |
| SLV-1                                                                          | Indija              | ISRO                                              | PSLV                                            | Potisnik                 | HTPB                 | 253                                        | 502.600                                                | 10.800            |                      | 43                                | V uporabi | SLV-1                               |
| RD-264 11Д119                                                                  | Sovjetska zveza     | NPO Energomaš                                     | Dnepr-1                                         | Prva                     | N2O4/UDMH            | 318                                        | 4.521.000                                              | 3.600             | 128                  | 206                               | V uporabi | RD-264                              |
| RD-276 14Д14М                                                                  | Rusija              | NPO Energomaš                                     | Proton-M                                        | Prva                     | N2O4/UDMH            | 316                                        | 1.830.000                                              | 1,260             | 148                  | 169                               | V uporabi | RD-276                              |
| RD-0120 11Д122                                                                 | Sovjetska zveza     | KBKhA                                             | Energija                                        | Prva                     | LH2/LOX              | 455                                        | 1.962.000                                              | 3.450             | 5.780                | 219                               | Upokojen  | RD-0120                             |
| RD-193 (RD-181)                                                                | Rusija              | NPO Energomaš                                     | Sojuz-1 Antares (raketa)                        | Prva                     | RP-1/LOX             | 337,5                                      | 2.090.000>                                             | 1.900             | 112                  |                                   | V razvoju | RD-193                              |
| Aestus                                                                         | Evropa              | Airbus Defence and Space                          | Ariane 5 ES                                     | Zgornja                  | N2O4/MMH             | 324                                        | 30.000                                                 | 111               | 27,6                 | 11                                | V uporabi | Aestus                              |
| Aestus II                                                                      | Evropa              | Airbus Defence and Space                          |                                                 | Zgornja                  | N2O4/MMH             | 340                                        | 55.400                                                 | 138               | 40,9                 | 60                                | V razvoju | Aestus II                           |
| Blue Origin BE-4                                                               | ZDA                 | Blue Origin                                       | Atlas V                                         | Prva                     | Tekoči metan/LOX     | ni znano                                   |                                                        |                   |                      |                                   | V razvoju | BE-4                                |